# Рибља царица (митологија)
Рибља царица или рибља краљица је народни назив за митолошко биће за које се веровало у појединим крајевима Србије да је по својим особинама и функцијама у потпуности идентично са рибљим царем, Мит о рибљој царици,  настао у неким крајевима Србије, био је плод веровање да рибе имају рибљу краљицу или рибљег/воденог цара који влада осталим рибама и уопште воденим светом.

## Вода и бића из воде
Вода је један од четири основна природна елемента – уз земљу, ватру и ваздух, битан је предуслов  опстанка живог света на планети Земљи. По народним веровањима – вода је „један од првих елемената универзума; извор живота и ослонац на коме се држи земља; средство за магично очишћење“, али је, на другој страни, „водени простор (...) осмишљен као граница између земаљског и загробног света, као место на коме привремено обитавају душе мртвих (...) и средина у којој бораве нечисте силе...“ али и многа митолошка бића попут рибље царице и рибљеаг цара.
Суочени са воденим пространством као загонетком и страхом од подводних бића неки древни људи, који су били упућени на ћуди реке, створили необичне фигуре риболиког облика — митолошка бића међу којима је у Србији наста и мит о рибљоја царици или краљици.
У словенским народним веровањима, гледано уопштено, за воду су везане четири групе митолошких бића: 
- зооморфни становници вода (водени бик, коњ, ован),
- прождрљива чудовишта (хала, аждаја, ламја),
- човеколики водени духови (водењак, водени човек)
- бића која бораве око вода (вила, русалка, богинка, караконџуле, разне приказе).

## Етнолошка разматрања
Рибља царица или краљица, у појединим крајевима Србије, нпр. дуж дела обале Дунава у Ђердапској клисури сматрала се господарицом риба. По народном веровању она је одређивала рибама судбину и тренутак када ће бити уловљене. Иако је и сама била риба, од других риба разликовала се по томе што је имала другојачија спољашњеа обележја — знак на телу (најчешће у облику крста), специфичан распоред крљушти и специфичну боју.
 

На свим местима дуж реке на којима се у Србији веровало у постојање рибље краљице и рибљих царева, постојала је неписана забрана њиховог лова и конзумирања.
Сматрало се да ће свако ко се огреши о овај табу бити проклет и подложан свакојаким несрећама, па и изненадној смрти, а забележена су и многобројна казивања о томе како су се овакве несреће догодиле појединцима након што су се усудили да их лове.